# 松平康春 (旗本)
松平 康春（まつだいら やすはる、延宝2年（1674年） - 元文元年7月2日（1736年8月8日））は、江戸時代中期の旗本。福釜松平家の分家・松平左源次家の初代。通称は昌次郎、図書、求馬、左源次。　
松平康済の三男。母は横井時村の娘。妻は原田種尹の娘。子に松平康儔、朝比奈正多（朝比奈正幸の養子）がいる。
桜田の館で表小姓を務めた後、宝永元年（1704年）に徳川家宣が江戸城西の丸に入った際に付き従い、同年12月12日に西の丸焼火間の番士となって稟米250俵を賜る。宝永6年（1709年）10月26日に桐間番に移り、12月25日に50俵を加増されて300俵の禄となる。正徳3年（1713年）5月18日に小姓組に移り、享保元年（1716年）10月15日に膳奉行、享保4年（1719年）9月15日に納戸頭となる。享保18年（1733年）12月12日に広敷用人となり、元文元年（1736年）7月2日に63歳で死去。法名は寂明。